# Kandhar
Kandhar là một thành phố và là nơi đặt hội đồng đô thị (municipal council) của quận Nanded thuộc bang Maharashtra, Ấn Độ.

## Nhân khẩu
Theo điều tra dân số năm 2001 của Ấn Độ, Kandhar có dân số 20.725 người. Phái nam chiếm 53% tổng số dân và phái nữ chiếm 47%. Kandhar có tỷ lệ 65% biết đọc biết viết, cao hơn tỷ lệ trung bình toàn quốc là 59,5%: tỷ lệ cho phái nam là 73%, và tỷ lệ cho phái nữ là 56%. Tại Kandhar, 15% dân số nhỏ hơn 6 tuổi.